# 性兴奋

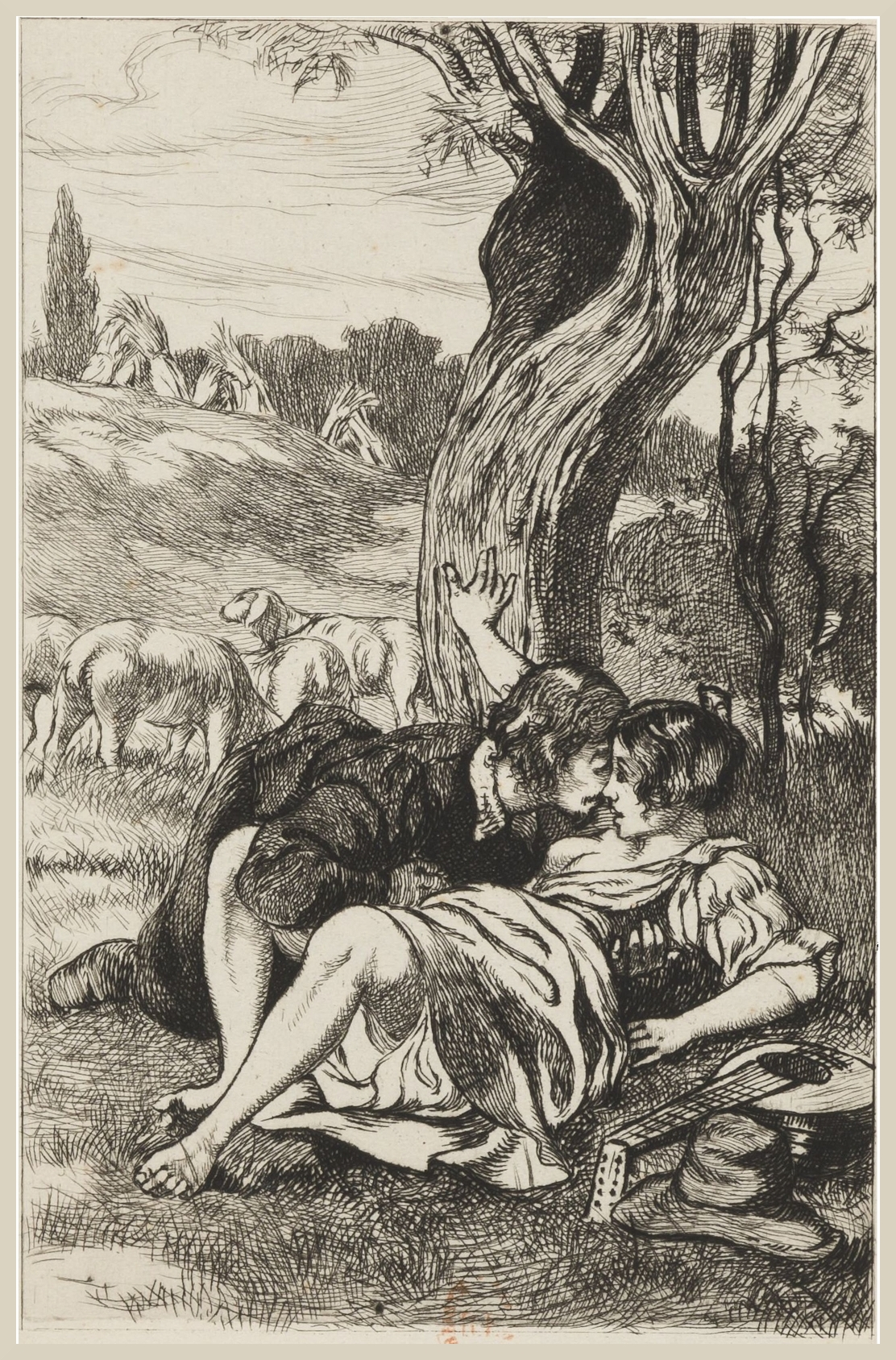
馬丁·凡·麥勒的《弗朗西翁15》（Francion 15）

性興奮（英語：Sexual excitement），或稱性喚起（英語：Sexual arousal），是指性交前或受到性刺激時的身心反應。作為性交的準備，個人的中樞神經系統、內分泌系統及身體各有關部分會發生許多生理和心理的運作和變化，並在性行為過程中持續進行。男性性喚起會導致陰莖勃起，而女性性喚起時，身體的反應是某些部位的組織充血，如乳頭勃起、陰蒂勃起、陰道上皮充血和陰道潤滑的發生等。
心智及生理方面的刺激，以及體內激素濃度的變化，都會影響性喚起。性喚起的過程可被分為數個階段；同時，除了心智喚起及伴隨的生理變化之外，也可能不會導致任何實際的性行為。給予足夠的性刺激，性喚起在性高潮時達到極端。個人也可能在不出現性高潮的情況下追求性興奮。

## 人類的性刺激

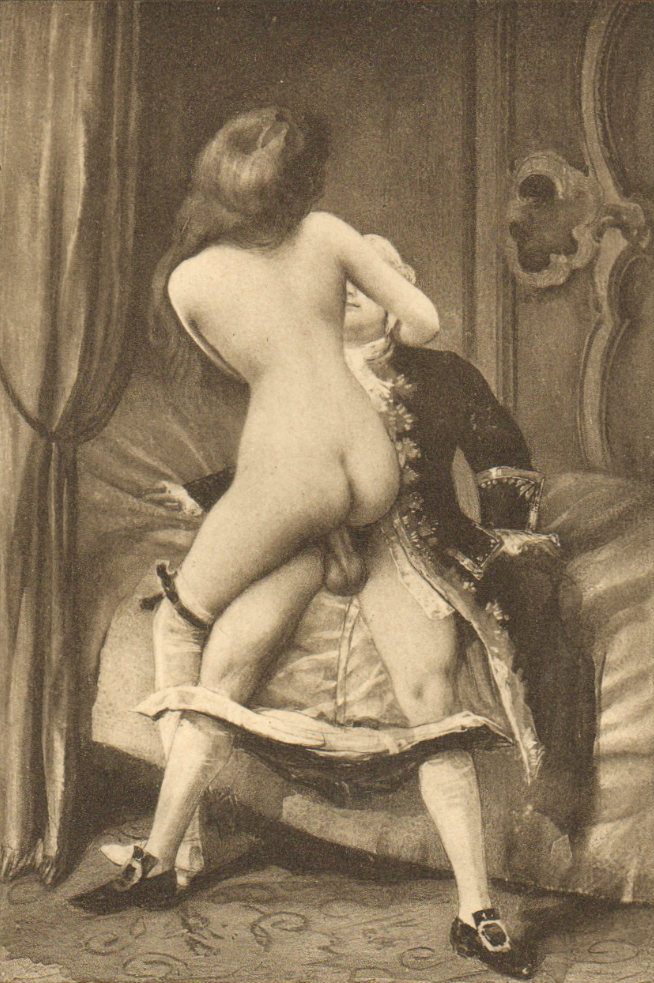
法国画家爱德华-亨利·阿夫里尔所绘作品

人們會因各種生心理因素而感受到性興奮:70。性興奮可因某名人物、該名人物的特定部分，或人類以外的對象而起:235、485。對性感帶的刺激或性前戲皆可讓人感到性興奮:259，尤其是當心理上對即將發生的性行為有所預期時:525:534。性興奮可能因為浪漫感受:50、音樂、令人放鬆的情境而加強。產生性興奮的刺激要素和程度因人而異，也可能隨著時間改變:230、430。
造成性興奮的刺激要素可依接收的感官不同進行分類：包括觸覺、視覺、嗅觉、聽覺。包括對話、閱讀、電影、圖像、氣味或環境等，任何能讓人喚起與情色相關的想法或記憶的事物，都是能造成性興奮的情色刺激要素。在大多脈絡下，這些要素可能接著讓人產生進行生理上接觸的欲望，包括親吻、擁抱或撫摸性感帶等。人在感到性興奮後也可能渴望刺激身體上較為敏感之部分（例如胸部、乳頭、臀部或生殖器等），或直接發生性行為。對於一些人而言，放屁和排尿也能带来性兴奋。
性興奮的刺激來源也可能與伴隨其後的性渴望對象無關。例如許多人會因裸體或色情描寫作品而感到性興奮，其後可能會產生一種非特定的性渴望，並能夠透過性行為獲得滿足。若對物品或人類以外的對象感到性興奮，那麼即可稱為戀物或更廣義的性欲倒错:430、434。
在一般認知下，女性感到性興奮需要較長的時間。然而科學研究顯示，男性與女性感到性興奮需要的時間並無顯著差異。加拿大麥基爾大學的科學家使用感熱攝影來記錄生殖器附近的溫度變化，藉此來測量達到性興奮所需要的時間。研究員分析每位受測者觀看情色影片或圖片後達到性興奮最高點所需要的時間，發現男性與女性所需的時間幾乎相同，平均約為10分鐘左右。而性前嬉所需要的時間則因人而異，也可能受各種因素影響而隨時改變。
與許多其他的動物不同，人類並無繁殖季节，因此一整年都可能受性刺激影響感到性興奮。

## 生心理反應

### 生理反應
性刺激可能導致各種生理上的不同反應，最顯著的變化發生在性器官（生殖器官）。男性的性刺激反應通常是指陰莖的發熱和海綿體充血產生的勃起。這是男性性興奮時最顯著與最可靠的指標象徵。對女性來說，受到性刺激後會往陰蒂和陰戶的血液流量增加，以及滋潤液的產生。
| 女性 | 男性 |
| --- | --- |
| - 乳頭堅挺 - 產生滋潤液 - 陰道內壁充血腫脹 - 陰蒂和阴唇充血腫脹 - 子宮頸和子宮上升，陰道後方擴張 - 大陰唇和小陰唇的形狀、顏色和大小改變 - 瞳孔放大 | - 陰莖發熱與勃起 - 陰莖血管可能變得更明顯 - 生殖器因包皮收縮而露出龟头 - 分泌尿道球腺液（預射精液） - 睪丸發熱 - 睪丸上升 - 阴囊拉緊上升 - 瞳孔放大 |

#### 男性
男性性興奮會令其陰莖出現勃起。生心理刺激會讓陰莖血管舒張，最終使得三條海綿體充血（兩條陰莖海綿體、一條尿道海綿體）。陰莖因此而脹大，並變得堅挺。同時阴囊的皮膚變得繃緊，睾丸提高至接近會陰的位置。不過，進入興奮狀態的男性不一定會出現勃起——一些40歲以上的男性報稱他們性興奮時不一定會出現勃起。他們亦可以在睡夢當中勃起（夜間陰莖勃起），但這種情況可以在沒出現性興奮的情況下發生。年輕人或性慾旺盛者能夠只靠一閃而過的念頭或途人的一瞬目光，而出現勃起。陰莖在之後亦可能會因為跟衣服的摩擦，而維持一段時間的勃起。
在持續獲得性刺激，並因此感到興奮的情況下，當事人的龜頭便有機會脹得更大，同時顏色亦會變得更深。睾丸的體積則可在這個時候比原本增加約50%。由於睾丸不斷提高，所以當事人便可能在上述位置及會陰感受到暖意。在進一步的刺激底下，受刺激者的心率、血壓、呼吸頻率會上升。由於有關刺激會令人全身血流增加，所以一些男性會出現性潮紅。
再進一步的性刺激會使人達至性高潮，當中骨盆、輸精管、前列腺、精囊的肌肉會收縮，迫使精液進入尿道。一旦此一過程開始，那麽男性們便很有可能會以射精收結整套反應。
如果性刺激在高潮前停止，那麽刺激所導致的生理反應會在短時間內消退。若男性們在反复或长时间的刺激底下仍未能達到高潮和射精，那麼他們的睾丸就會變得不舒服。
在高潮和射精過後，大多男性都會進入消退期（及在這之上的不应期）。當中他們的陰莖會恢復至疲軟狀態、皮膚潮紅現象消退，並對性失去興趣、感到緩和放鬆——這主要是神經激素催产素和催乳素的釋放所致的。一些年輕男子的消退期可能十分短暫，他們的勃起反應甚至會在某些情境底下不見明顯消退。對於中老年人而言，他們的不應期則可能會維持數小時，甚至數天。

#### 女性
女性性興奮的身體表現有陰道分泌出潤滑液、性器官外部充血腫脹、陰道内部扩大延长。研究者已探討了這些反應跟女性主觀性興奮之間在多大程度上相關：大多研究顯示，一些人的性反應跟其主觀性興奮高度相關。而對於另一些人來說，兩者則為弱相關。
在持續獲得性刺激的情況下，當事人的陰道會分泌更多的潤滑液，陰蒂和阴唇亦會更為腫脹。由於有關刺激會令更多血液流向皮膚表面，所以上述部位亦會在過程中變紅或變黑。內部變化則有陰道形狀和子宫位置改變。同時其亦會發生其他生理變化，比如心率和血壓上升、感到臉紅耳熱、震颤（不一定會出現）。
再進一步的性刺激會使人達至性高潮。一些女性在高潮過後不會想再受到進一步的性刺激，她們的性興奮亦很快會消退。因為女性沒有不應期的緣故，故在短時間內可達到二次或多次的性高潮，所以若在這個時候繼續進行刺激，那麼其便可能在短時間內達到第二次或多次的性高潮。但一些來源指出女性亦有不應期——女性也可能在高潮後的一段時間內，不能透過性刺激來使自己興奮。
年輕女子的性慾相對較容易喚起，而且她們亦能夠在適當的刺激底下較快達至高潮。不過她們的性反應會隨著年紀增長而出現變化。年紀較大的女性在接受刺激時，一般會分泌出相對較少的潤滑液。研究表明，她們的性滿意度、性行為密度、性慾、性態度、達至高潮的難易度都會在40歲及更年期前後發生變化。不过與更年期相比，其他因子有着更大的影響。
雌激素的水平下降可能跟陰道乾燥和阴蒂在興奮時較難勃起有關，但其跟性興趣和興奮並無直接關係。老年女性的骨盆肌肉張力可能會下降，致使其需花更多時間才能從興奮狀態進入性高潮。這可能會令性高潮的強度降低，繼令高潮維持時間減少。

### 心理反應
心理上的性興奮涵蓋了對性對象的評量、把對象認定為跟性有關、有關情感反應。认知和生理状态的结合會使人在心理上感到性興奮。一些研究者認為，心理性興奮是认知和经验因子互相影響之結果——有關因子有情感状态、過去经歷、当前的社会环境。

#### 男性
男性性慾與性興奮之間的關係相當複雜，一系列因子會增加或減少他們的性興奮。像心率、血壓、勃起般的生理反應往往跟他們報稱的主觀性興奮不一致。此一現象表明，心理或认知对性興奮有着很大影响。研究者尚未完全搞清男性性興奮的认知層面，不過其的確涵蓋了對性對象的評量、把對象認定為跟性有關、有關情感反應。研究表明，像性動機、性別角色期望、性態度般的認知因子會對兩性在主觀性興奮上的差別產生影響。具體而言，男性在觀賞情色影片時，較易受到演出者的性別所影響，此外他們也比女性偏向於物化演員。在受到性刺激時，男性的杏仁核和下丘脑較女性活躍。這表明男性的杏仁核在处理视覺性刺激上有着重要作用。

#### 女性
研究顯示，像性動機、性別角色期望、性態度般的認知因子會對女性主觀性興奮產生重要影響。根據巴松（Basson）提出的性反應模型，女性對亲密关系的需求會促使她們參與性刺激活動，令她們產生性欲和心理性興奮。心理性興奮亦會影響生理機轉：戈尔迪（Goldey）和范·安德斯（van Anders）的研究顯示，性認知會影響女性的激素水平，比如性意念會使她們體內的睾酮水平急劇上升。研究者表示，杏仁核的反應並不完全由自我報稱的性興奮水平來決定。哈曼（Hamann）等人發現，雖然女性報稱的性興奮水平較男性高，但男性的杏仁核卻比較活躍。

## 其他动物的性刺激

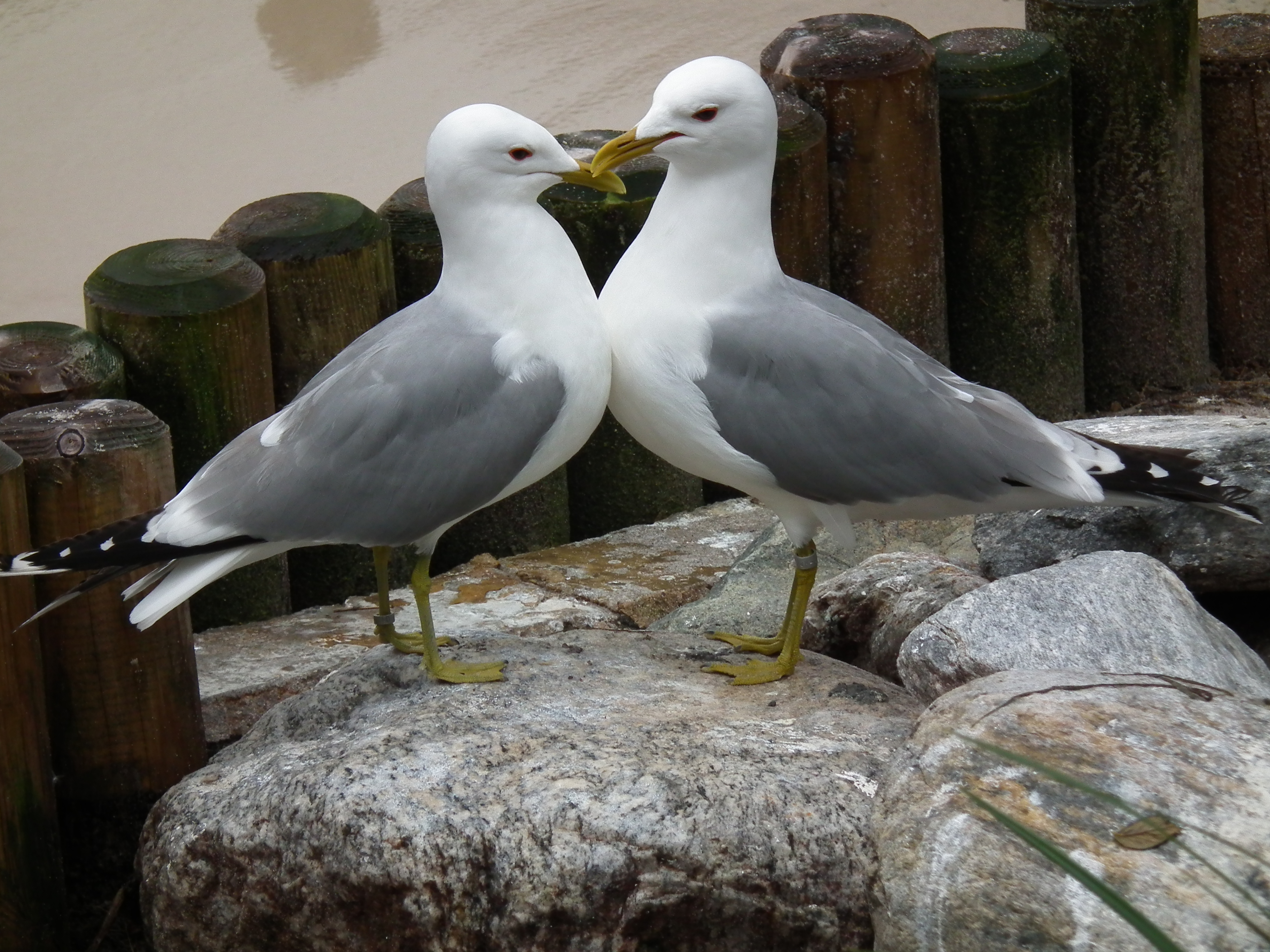
兩隻互相示愛的海鷗

雖然人類的對自己的性行為已有著充分研究，但科學家仍無法完全了解其他動物之間的性關係。然而目前的研究顯示，許多其他的動物與人一樣，也能享受不以繁衍後代為目的的性行為。例如海豚和倭黑猩猩會將性行為當作一種「強化和維持關係的社交工具。」動物行為學家也長期以來記錄著社会性动物間以性行為來凝聚團體的活動。